# Zalaszentgyörgy megállóhely
Zalaszentgyörgy megállóhely egy Zala vármegyei vasúti megállóhely Zalaszentgyörgy településen, a GYSEV üzemeltetésében.
A belterület délkeleti szélén helyezkedik el, nem messze 7409-es és a 7411-es utak találkozásától, elérése csak gyalogosan lehetséges az előbbi út irányából.

## Vasútvonalak
A megállóhelyet az alábbi vasútvonalak érintik:
- Boba–Bajánsenye-vasútvonal

## Kapcsolódó állomások
A megállóhelyhez az alábbi állomások vannak a legközelebb:
- Bagod megállóhely (Boba–Bajánsenye-vasútvonal)
- Zalacséb-Salomvár vasútállomás (Boba–Bajánsenye-vasútvonal)

## Forgalom
| Járat        | Útvonal | Gyakoriság |
| ------------ | --- | ---------- |
| személyvonat | Zalaegerszeg – Zalaegerszeg-Ola – Andráshida – Bagod – Zalaszentgyörgy – Zalacséb-Salomvár – Budafa – Zalapatakalja – Zalalövő – Felsőjánosfa – Pankasz – Nagyrákos – Őriszentpéter – Bajánsenye – Hodoš (Őrihodos) | Napi 6 pár |